# تشارلي غرينجر
تشارلي غرينجر (بالإنجليزية: Charlie Grainger)‏ (31 يوليو 1996 في المملكة المتحدة - ) هو لاعب كرة قدم بريطاني في مركز حراسة المرمى. شارك مع منتخب إنجلترا تحت 18 سنة لكرة القدم. أما مع النوادي، فقد لعب مع نادي فارنبوروه ونادي ليتون أورينت وHiston F.C. ‏ وكراي واندررز.

## وصلات خارجية
- تشارلي غرينجر على موقع قاعدة بيانات كرة القدم.إي يو (الإنجليزية)
- تشارلي غرينجر على موقع Soccerway.com (الإنجليزية)